# Présentateur (métier)
Pour les articles homonymes, voir Présentateur.

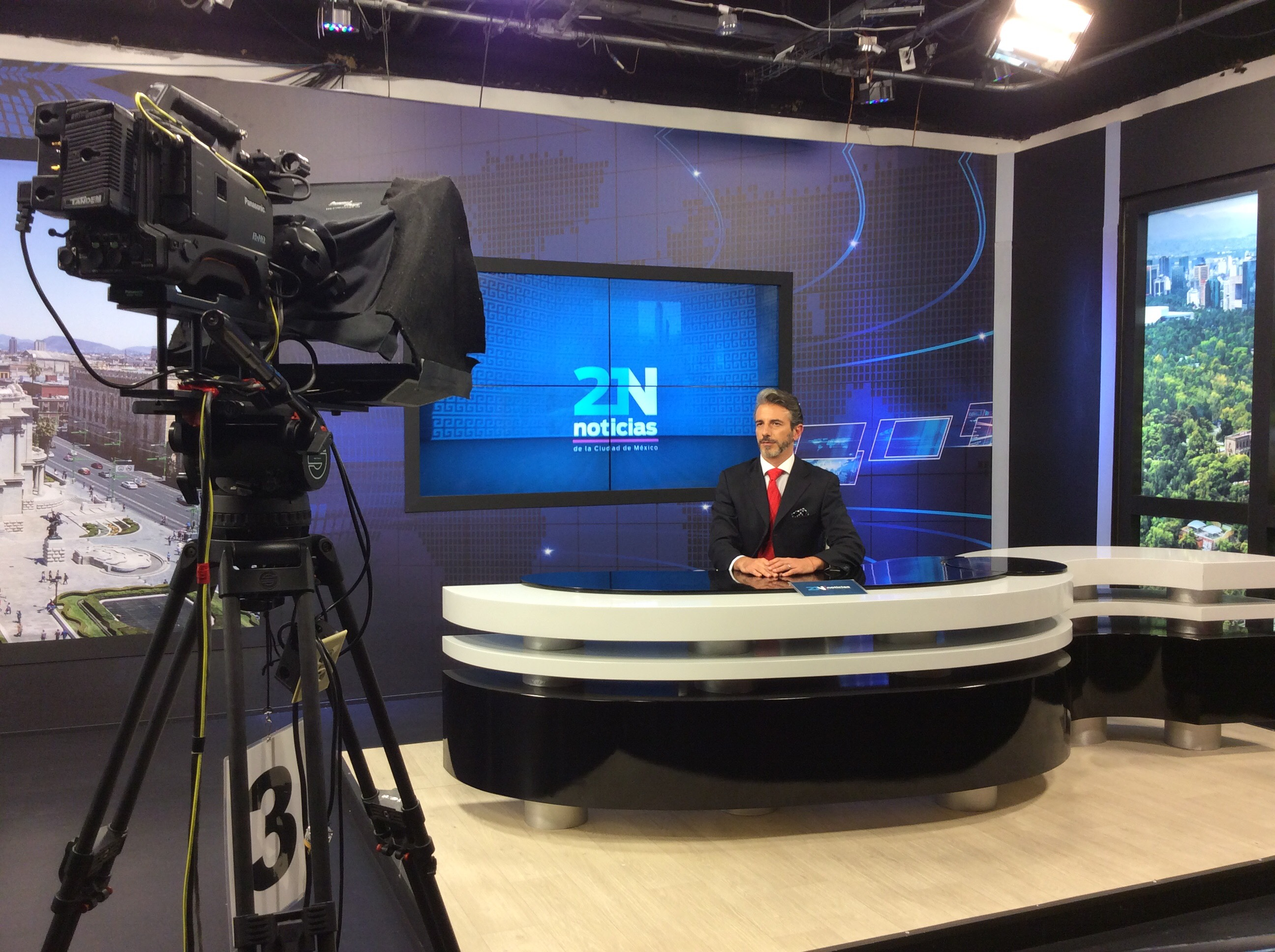
Un animateur de télévision présentant une émission télévisée.

Un présentateur, ou parfois hôte ou hôtesse, est une personne responsable du déroulement d'un événement public. Le terme est notamment utilisé à la télévision ou à la radio où un présentateur assume la gestion opérationnelle du programme, bien que les termes animateur de télévision et  animateur de radio soit plus utilisés.
Parfois, au sens large, une organisation peut présenter quelque chose à l'exemple d'un musée ou d'une université qui présenterait une exposition, ou d'un sponsor qui accompagnerait un événement.